# Ultima VII : La Porte noire et Serpent Isle
Ultima VII : La Porte noire et Ultima VII: Serpent Isle sont deux jeux vidéo publiés successivement en 1992 puis 1993, et constituant le septième épisode de la série de jeux de rôle sur ordinateur Ultima. Il commence la troisième trilogie dite de l’« Âge de l'Armageddon », qui se poursuit avec Ultima VIII et IX.
Ultima VII fut publié en deux parties, constituant chacune un jeu : La Porte noire en 1992 et Serpent Isle en 1993. Chacune de ces parties possède une extension, respectivement Forge of Virtue et The Silver Seed. Le moteur du jeu des deux parties est quasiment identique.
Le jeu se déroule dans deux mondes parallèles - Britannia et l’Île Serpent - menacés par une entité malveillante d’une tierce dimension. Parmi les nombreuses quêtes que peut accomplir le joueur, la principale consiste à conjurer cette menace.

## Système de jeu
Ultima VII est essentiellement un jeu d’aventure / de réflexion. L'exploration d’un monde virtuel, les dialogues, la résolution d'énigmes constituent les éléments principaux du jeu. L’aspect jeu de rôle / développement ouvert des caractéristiques des personnages est présent, mais moins développé que dans Ultima Underworld. L’aspect action / réflexe est quasiment inexistant : l’Avatar et ses compagnons combattent selon une stratégie définie à l’avance ; l’ouverture de l’inventaire, nécessaire pour lancer un sort, « arrête » l’écoulement du temps.
Les dialogues avec les PNJ jouent un rôle aussi important que dans les opus de la deuxième trilogie. Le nombre de PNJ est important et le nombre de répliques affecté à un PNJ est parfois exceptionnel. La représentation du monde est pointilleuse (villes disposant d’échoppes et d’appartements distincts, d’une mairie, etc., PNJ disposant chacun d’un nom, d’un métier, se déplaçant au cours de la journée selon leur emploi du temps etc.), de même que les possibilités d’interaction avec ce monde (ouverture des portes, fenêtres, armoires, coffres, distinction des différentes clés, utilisation possible d’un puits, d’une forge, d’un four à pain, d’une machine à tisser, d’un lit, etc.). Ces éléments contribuent à faire de la Britannia d’Ultima VII l’un des mondes virtuels les plus accomplis.
Le développement des personnages se fait en prenant des leçons auprès d’« entraineurs » en combat et érudits. La force, la dextérité, l’intelligence, les aptitudes au combat et à la magie peuvent être développées.
Un autre aspect du jeu est la constitution d’une équipe. Peuvent suivre et aider l’Avatar dans ses aventures un certain nombre de personnages (7 dans la Porte noire, 5 dans Serpent Isle), ce qui se révèle crucial lors des combats. Sont susceptibles de se joindre à l’Avatar la plupart de ses anciens amis britanniens ainsi que quelques autres personnages.
Des musiques midi se mettent en route quand l’Avatar pénètre en certains lieux (étable de Trinsic, cellule de la Confrérie, château de Lord British, demeure du mage Rudyom etc.) ou lorsqu’il accomplit certaines actions (combattre, dormir).
Lors de sa commercialisation, Ultima VII était fourni avec une carte de Britannia sur tissu, d'une histoire de la Confrérie écrite par Batlin ainsi que d'une pierre noire en plastique. La carte en tissu comportait un système de coordonnées géographiques dont la consultation devait permettre au maire de Trinsic de vous autoriser à quitter la ville et de débloquer ainsi le début du jeu.

## Technique
Ultima VII introduit de nombreuses innovations. L’écran entier est destiné à l’action, des fenêtres apparaissant en superposition lorsqu’il en est besoin, notamment pour l’inventaire. De cette façon, les graphismes sont plus détaillés que pour les précédents opus et ressemblent moins à un assemblage de cases. De plus, pour la première fois dans la série, le jeu peut être entièrement joué à la souris.
La vue adoptée, en Perspective isométrique et introduite avec Ultima VI, adopte un angle peu naturel car pivoté de près de 45° sur la gauche pour conserver un quadrillage classique des zones. Cet aspect tranche complètement avec la 2D des premiers opus mais on notera cependant que certains éléments du décor d'Ultima V marquaient déjà le début de l'utilisation de l'isométrie.
L'inclinaison de l'affichage fut ajusté dans l'opus suivant.
Le système au tour-par-tour des précédents opus est abandonné au profit du temps réel, y compris lors des combats.
Le moteur de jeu contient un système propriétaire de gestion de la mémoire vive nommé « Voodoo », basé sur MS-DOS, qui le rend incompatible avec les systèmes d'exploitation actuels. Des fans ont cependant réussi à développer des patches ou à réécrire complètement le jeu (comme le projet Exult) pour se débarrasser de ce problème.

## Langues
Les deux jeux et les extensions ont été réalisées en anglais. Seule La Porte noire avait été originellement traduite en français. Serpent Isle et The Silver Seed ont fait l’objet d’une traduction non officielle en français par Artaxerxes et Klown Killer. L’accès à cette traduction suppose l’utilisation du moteur Exult.

## La Porte noire

### Synopsis
Le jeu commence par une apparition sur votre moniteur : un visage humanoïde et rouge vous annonce qu’il est le nouveau seigneur et « Gardien » de Britannia, et que vous aussi, devrez vous soumettre. Peu de temps après, une porte de Lune rouge (un moyen de transport à travers l’espace et le temps) apparaît. Habitué de ce moyen de déplacement et conscient qu’un danger menace votre seconde patrie, vous vous empressez d’emprunter cette porte et vous retrouvez de bon matin, en Britannia, au milieu de la petite ville de Trinsic.
Votre vieil ami Iolo Fitzowen se tient devant vous, vous reconnaît et vous expose la situation : deux cents années britanniennes se sont écoulées depuis votre dernière visite ; un meurtre ritualisé a été accompli la nuit dernière dans l’écurie. Les portes de la ville demeureront fermées jusqu’à ce que l’enquête sur ce crime ait avancé. Nul ne semble avoir entendu parler du Gardien. Nulle menace ne semble justifier aux yeux de vos amis la convocation de la porte de Lune, et l’identité du convocateur de cette porte devient un mystère supplémentaire. La véritable révolution en Britannia est la suivante : la moitié du peuple britannien a adhéré à une société philosophique - la Confrérie - fondée il y a vingt ans par le moine Batlin, avec le soutien de Lord British.
Très vite, vous allez prendre conscience du côté obscur de la Confrérie qui s'apparente plus à une secte qu'autre chose et dont le but est le renversement de Lord British au profit du Gardien, un être maléfique qui règne sur d'autres mondes.

### Accueil
| Ultima VII: The Black Gate |    |       |
| AllGame                    | US | 4/5   |
| Gen4                       | FR | 96 %  |
| Joystick                   | FR | 98 %  |
| Tilt                       | FR | 19/20 |

### Forge of Virtue
Forge of Virtue est une extension pour Ultima VII. Elle ajoute une quête au cours de laquelle l’Avatar doit se tester dans les principes de la Vérité, de l’Amour et du Courage, et détruire les derniers reste d’Exodus. Le joueur est récompensé par une arme puissante, l'épée de roche noire et par une augmentation massive de ses caractéristiques.
Les distributions ultérieures d’Ultima VII comprennent systématiquement cette extension.

## Serpent Isle
Il s’agit du premier jeu de la série depuis Ultima III à se dérouler en dehors de Britannia. La quête principale est beaucoup plus longue que celle de La Porte noire. Une certaine liberté d’action est offerte au sein de la quête principale (les quêtes du courage, de l’amour et de la vérité peuvent être menées dans l’ordre choisi, de même que la recherche de certains attributs du hiérophante de l’équilibre). Les quêtes annexes (non nécessaires) sont en revanche très peu nombreuses.
Parmi les quelques améliorations du moteur de jeu : La représentation plus grande des visages lors des dialogues, une vue « inventaire » plus réaliste des équipements portés par le joueur.

### Synopsis
Dix-huit mois après la quête de La Porte noire, Lord British envoie l’Avatar et trois de ses compagnons (Iolo Fitzowen, Shamino et Dupré) sur l’Île Serpent sur les traces de Gwenno et Batlin.
L’Île Serpent, une grande île globalement plus froide que Britannia, est couverte de ruines d’une civilisation disparue (les Ophidiens) et peuplée de dissidents du règne de Lord British, venus ici après l’unification de Sosaria par le souverain, d’une colonie établie par la Confrérie avant votre retour en Britannia, ainsi que par d’autres peuples humanoïdes (gobelins, gargouilles, gwanis). Les cataclysmes qui frappent ce monde ne sont pas sans rapport avec l’étrange philosophie de la civilisation ophidienne et sa disparition.

### Accueil
| Ultima VII: Serpent Isle |    |       |
| AllGame                  | US | 3,5/5 |
| Gen4                     | FR | 94 %  |
| Joystick                 | FR | 85 %  |

### The Silver Seed
La découverte d’une relique ophidienne - l’amulette de l’Équilibre - offre à l’Avatar la possibilité d’un voyage à travers l’espace et le temps vers une forteresse de l’Ordre à l’époque de la guerre civile entre les partisans de l’Ordre et du Chaos. Cette forteresse - le Croc du Serpent - renferme la graine d’argent, nécessaire au rétablissement de l’Équilibre.
Les soldats de l’Ordre ne donneront cependant la graine qu’à celui qu’ils reconnaîtront comme le Champion de l’Équilibre. De plus, l’accès à ce trésor est verrouillé par un système nécessitant quatre orbes magiques perdues ou dérobées par les forces du Chaos...
Les distributions ultérieures de Serpent Isle inclurent systématiquement cette extension.